# Channel 9
Channel 9 es un blog corporativo de Microsoft destinado a clientes y desarrolladores creado en 2004. Abarca canales de vídeo, pódcast, foros de discusión,  
material de apoyo para desarrolladores, entre otros. El sitio web aclama basarse en torno a discusiones abiertas y el diálogo, en vez de ser un mero sitio con objetivos de marketing.
El equipo de Channel 9 ha realizado entrevistas con importantes personalidades de Microsoft como Bill Gates, Erik Meijer y Mark Russinovich.